# 價值鏈

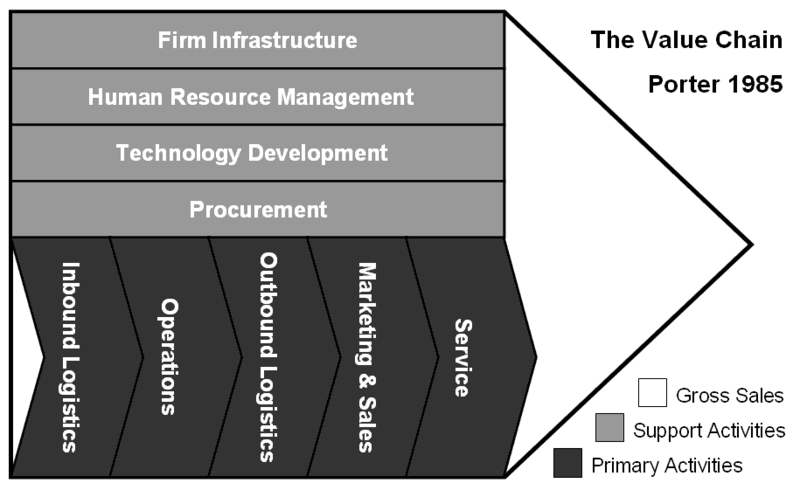
企業價值鏈

價值鏈（Value chain），又名價值鏈分析、價值鏈模型等。由迈克尔·波特在1985年，於《競爭優勢》一書中提出的。波特指出企業要發展獨特的競爭優勢，要為其商品及服務創造更高附加價值，商業策略是結構企業的經營模式（流程），成為一系列的增值過程，而此一連串的增值流程，就是「價值鏈」。
一般企業的價值鏈主要分為：
1. 主要活動（Primary Activities），包括企業的核心生產與銷售程序：
  - 進貨物流（Inbound Logistics），即来料储运，缔属资源市场
  - 製造營運（Operations），即加工生产，缔属制造商市场
  - 出貨物流（Outbound Logistics），即成品储运，缔属中间商市场
  - 市場行銷（Marketing and Sales），即市场营销（4P），缔属消费者市场
  - 售後服務（After sales service）
  - 以上为产生价值的环节。
2. 支援活動（Support Activities），包括支援核心營運活動的其他活動，又稱共同運作環節：
  - 經營與管理（Administration and Management）training
  - 人力資源管理（Human resources management）training
  - 技術發展（Technology development），即技术研发（R&D）
  - 採購（Procurement），即采购管理
  - 以上活动利于资产评估，为辅助性增值环节。

## 相關
- 成本優勢（Cost advantage）
- 差異化（Differentiation）
- 競爭者及潛在競爭者的分析
- 價值系統（value system）包括：
  - 供應商價值鏈
  - 企業價值鏈
  - 通路價值鏈
  - 消費者價值鏈
- 產業鏈（industry chain）
- 微笑曲線
- 整體產業分析：PEST分析、產品生命週期曲線定位、產業鏈分析、價值系統分析，微笑曲線分析。
- 個體企業分析：價值鏈分析，五力分析，BCG矩陣分析，GE矩陣分析，SWOT分析。
- 外包非核心業務（Outsourcing）
- 為省成本，必須刪除無增值的環節（Process re-engineering）

## 外部参考
- 價值鏈、價值系統、產業鏈與微笑曲線

1. ↑   KennethC.Laudon,Jane P.Laudon. . pearson. 2019-08-02: 136. ISBN 978-1292296562 （英语）.